# Ведмежатник (фільм)
«Ведмежатник» (англ. The Score, дослівно укр. Рахунок) — американсько-німецький кримінальний трилер режисера Френка Оза, що вийшов 2001 року. У головних ролях Роберт де Ніро, Едвард Нортон, Марлон Брандо.
Сценаристами були Каріо Салем, Лем Доббс і Скотт Маршалл Сміт, продюсерами — Ґері Фостер, Лі Річ. Вперше фільм продемонстрували 9 липня 2001 року у Балтиморі, США. В Україні у кінопрокаті фільм не демонструвався.

## Сюжет
Після останнього пограбування, на якому його ледь не впіймали, Нік Веллс вирішує "зав'язати". Проте Макс, реалізатор його "товару", переконує Ніка взятися за останню справу, де на кону 4 млн $. Макс знайомить його з Джеком Теллером, молодим амбітним крадієм. Їхнім завданням стане французький королівський скіпетр, який  був нелегально ввезений у Канаду та, після виявлення контрабанди, зберігався в добре захищеному сховищі митного управління Монреаля.

## У ролях
| Актор          | Персонаж                        | Роль                                                           |
| -------------- | ------------------------------- | -------------------------------------------------------------- |
| Роберт де Ніро | Нік Веллс (англ. Nick Wells)    | злодій-ветеран, що хоче піти на пенсію                         |
| Едвард Нортон  | Джек Теллер (англ. Jack Teller) | молодий, амбітний злодій                                       |
| Марлон Брандо  | Макс (англ. Max)                | збуває крадений товар, переконує Ніка Веллса на останню справу |
| Анджела Басет  | Даян (англ. Diane)              | дівчина Ніка Веллса                                            |
| Ґері Фармер    | Берт (англ. Burt)               | вірний колега Ніка Веллса                                      |
| Джеймі Гарролд | Стівен (англ. Steven)           | комп'ютерний хакер                                             |
| Пол Солес      | Денні (англ. Danny)             |                                                                |

## Сприйняття

### Критика
Фільм отримав позитивні відгуки: Rotten Tomatoes дав оцінку 73 % на основі 128 відгуків від критиків (середня оцінка 6,5/10) і 64 % від глядачів із середньою оцінкою 3,3/5 (58,631 голос). Загалом на сайті фільми має позитивний рейтинг, фільму зарахований «стиглий помідор» від кінокритиків і «попкорн» від глядачів, Internet Movie Database — 6,8/10 (77 385 голосів), Metacritic — 71/100 (29 відгуків критиків) і 6,9/10 від глядачів (46 голосів). Загалом на цьому ресурсі від критиків і від глядачів фільм отримав позитивні відгуки.

### Касові збори
Під час показу у США, що почався 13 липня 2001 року, протягом першого тижня фільм показали у 2,129 кінотеатрах і він зібрав $19,018,807, що на той час дозволило йому зайняти 2 місце серед усіх тогочасних прем'єр. Фільм зібрав у прокаті у США $71,107,711, а у решті світу $42,472,207, тобто загалом $113,579,918 при бюджеті $68 млн.

### Нагороди і номінації[10]
| Рік  | Нагорода     | Категорія                                   | Номінант      | Результат |
| ---- | ------------ | ------------------------------------------- | ------------- | --------- |
| 2002 | BET Awards   | Найкраща актриса                            | Анджела Басет | Номінація |
| 2002 | Image Awards | Найкраща актриса другого плану у кінофільмі | Анджела Басет | Перемога  |

### Виноски
1. 1 2 3  The Score: Release Info (англ.). Internet Movie Database. Архів оригіналу за 18 серпня 2013. Процитовано 21 вересня 2013.
2. ↑  The Score (англ.). The Numbers. Архів оригіналу за 23 вересня 2013. Процитовано 21 вересня 2013.
3. 1 2  The Score (англ.). Box Office Mojo. Архів оригіналу за 22 вересня 2013. Процитовано 21 вересня 2013.
4. 1 2  The Score (англ.). Internet Movie Database. Архів оригіналу за 29 серпня 2013. Процитовано 21 вересня 2013.
5. ↑  Inside Man (англ.). Allmovie. Архів оригіналу за 30 квітня 2012. Процитовано 21 вересня 2013.
6. ↑  Full cast and crew for The Score (англ.). Internet Movie Database. Архів оригіналу за 24 березня 2016. Процитовано 21 вересня 2013.
7. ↑  Медвежатник. Премьеры (рос.). КиноПоиск. Архів оригіналу за 26 вересня 2013. Процитовано 21 вересня 2013.
8. ↑  The Score (англ.). Rotten Tomatoes. Архів оригіналу за 25 вересня 2013. Процитовано 21 вересня 2013.
9. ↑  Inside Man (англ.). Metacritic. Архів оригіналу за 16 березня 2014. Процитовано 21 вересня 2013.
10. ↑  Awards for The Score (англ.). Internet Movie Database. Архів оригіналу за 24 березня 2016. Процитовано 21 вересня 2013.